# 9. ceremonia wręczenia nagród Stowarzyszenia Nowojorskich Krytyków Filmowych
9. ceremonia wręczenia nagród Stowarzyszenia Nowojorskich Krytyków Filmowych – odbyła się w 1944. Ogłoszenie laureatów miało miejsce 28 grudnia 1943. Podczas gali wręczono nagrody w czterech kategoriach – dla najlepszego filmu, reżysera, aktora i aktorki. Przyznano również nagrodę specjalną.

## Laureaci i nominowani
Opracowano na podstawie materiału źródłowego:

### Najlepszy film
- Straż nad Renem
- Komedia ludzka
- Holy Matrimony

### Najlepszy reżyser
- George Stevens – Wesoły sublokator
- William A. Wellman – Zdarzenie w Ox-Bow
- Fritz Lang – Kaci także umierają

### Najlepszy aktor
- Paul Lukas − Straż nad Renem
- Monty Woolley – Holy Matrimony
- Sonny Tufts – Bohaterki Pacyfiku

### Najlepsza aktorka
- Ida Lupino – The Hard Way
- Katina Paksinu – Komu bije dzwon
- Gracie Fields – Holy Matrimony

### Nagroda Specjalna
- Report from the Aleutians (Stany Zjednoczone)
- Why We Fight (Stany Zjednoczone)
- Atak nazistów (Stany Zjednoczone)
- Dlaczego walczymy: Dziel i zwyciężaj (Stany Zjednoczone)
- The Battle of Britain (Stany Zjednoczone)
- The Battle of Russia (Stany Zjednoczone)